# Boeing-Sikorsky RAH-66 Comanche

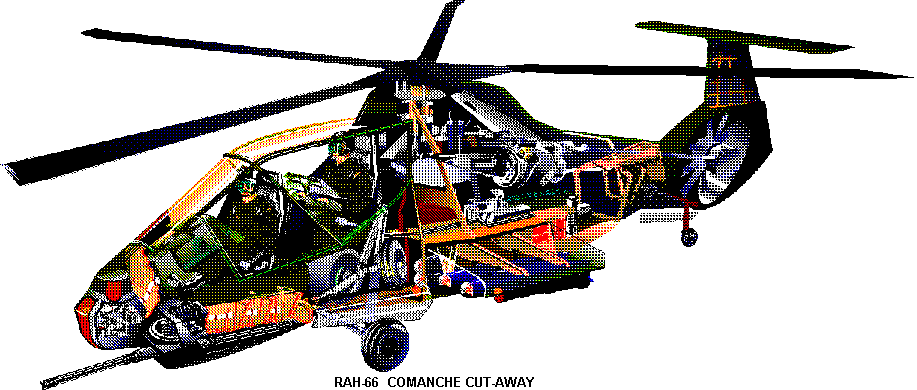
Spaccato dell'RAH-66.

Il Boeing-Sikorsky RAH-66 Comanche era un programma statunitense di elicottero da ricognizione e attacco per l'esercito con caratteristiche stealth. Il programma è stato cancellato nel 2004 per problemi di bilancio e sostituito dallo sviluppo di un elicottero più leggero, il Bell ARH-70 Arapaho, derivato dal Bell 407, anche questo cancellato per problemi di costi eccessivi e ritardi il 16 ottobre 2008 le conoscenze acquisite saranno probabilmente utilizzate come aggiornamento sugli AH-64 Apache.

## Tecnica

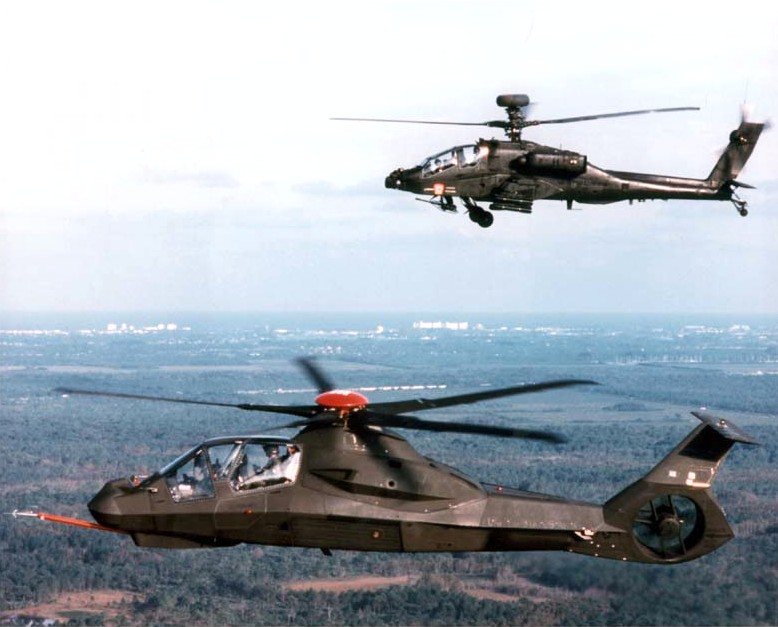
RAH-66 Comanche in primo piano affiancato da un AH-64 Apache sullo sfondo.

La progettazione del Boeing-Sikorsky RAH-66 Comanche iniziò a Stratford, Connecticut il 25 maggio 1994. Il primo volo del prototipo è stato effettuato il 4 gennaio 1996.
Con il largo uso di materiali radar-assorbenti, il Comanche è stato il primo elicottero concepito con capacità stealth, cioè di bassa osservabilità radar. Molte delle tecniche sono state prelevate da quelle usate nell'F-117 e nell'F-22, come le armi portate in una stiva interna ed il carrello d'atterraggio retrattile, insieme alla cura per la disposizione delle superfici in modo da riflettere il meno possibile le onde radar. Anche il rotore di coda è inserito nel Fenestron, introdotto dalla francese Aérospatiale nei suoi modelli Gazelle e Dauphin per ridurre la segnatura radar.
L'armamento era composto da un cannone XM301 da 20 millimetri, missili Hellfire anticarro, missili aria-aria Stinger e razzi Hydra aria-terra.
La torretta del cannone è montata sotto la chiglia dell'aeromobile nella parte anteriore ed è stata progettata per ruotare da 45 ° a -15 ° in elevazione e su un arco orizzontale di ± 120°.
Nel ruolo di ricognizione, il Comanche prevedeva sensori passivi e una suite completamente integrata di dispositivi di informazione e di comunicazione. I sensori a infrarossi (IR) dovevano avere il doppio della portata dei concorrenti. I comandi di volo "fly-by-wire" erano assistiti da un autopilota in grado di ridurre il carico di lavoro del pilota, consentendogli di concentrarsi sulle minacce o sulle manovre di scampo.
Il Comanche ha il profilo radar più basso osservabile. Le batterie di missili potevano essere riposte completamente a scomparsa all'interno della fusoliera per dare un minore profilo radar e il cannone poteva essere ruotato verso poppa e riposto all'interno di un vano carenato dietro la torretta quando non in uso.
L'elicottero diffondeva solo metà del rumore degli elicotteri contemporanei. Il rumore risultava minore grazie all'uso di cinque pale per il rotore principale.
Era caratterizzato da un compartimento per l'equipaggio sigillato per la protezione in caso di attacco con aggressivi chimici o biologici, una cellula altamente resistente contro gli impatti dei proiettili dell'antiaerea e inoltre la cabina era protetta contro tutte le interferenze elettromagnetiche.
I gas di scarico dei motori venivano raffreddati al momento della fuoriuscita, per ridurre la minaccia causata dai missili a ricerca termica.
Il cockpit era simile a quello dei contemporanei caccia stealth, completamente digitale e dotato di HUD (Head-Up Display) e radar simili all'AH-64 Apache che, oltre ad individuare varie decine di obiettivi, è in grado di classificarli in ordine di pericolosità. Il Comanche può essere utilizzato anche come osservatore; infatti può tracciare un quadro completo della situazione e, tenendolo costantemente aggiornato, può inviarlo al comando delle operazioni, alle truppe di terra e ai corazzati di assalto.

## Il Comanche nei media
L'elicottero è menzionato in un libro di fantapolitica di Tom Clancy, Debito d'onore, nel quale grazie alla sua capacità stealth riesce a portare con successo un attacco a dei Boeing 767 AEW dell'Aeronautica Giapponese durante un conflitto che termina con un attacco suicida con un Boeing 747 al Campidoglio a Washington. Il libro è di gran lunga precedente all'attacco alle Torri Gemelle dell'11 settembre 2001.
È possibile osservare qualche esemplare di RAH-66 Comanche nel film "Hulk" del 2003. A metà film circa quando il gigante verde si trova a combattere contro quattro RAH-66 in mezzo al deserto americano distruggendone due. Gli elicotteri tentano di "abbattere" il gigante infuriato.
Le forze armate statunitensi nel maggio del 2011 pubblicarono delle foto di una sezione di coda di un elicottero quasi completa e caratterizzata da soluzioni di tecnologia stealth. La struttura apparteneva a uno degli elicotteri impiegati nel raid che ha portato all'uccisione di Osama bin Laden avvenuta il 2 maggio 2011 a Abbottabad in Pakistan ad opera dei Navy Seal. L'elicottero abbattuto nel corso dell'operazione, secondo alcune ipotesi, poteva essere un AH-66 utilizzato dal Dipartimento della Difesa per missioni segrete.
Nel video di "El Mañana",canzone del gruppo musicale Gorillaz, si possono vedere due Boeing-Sikorsky RAH-66 Comanche che bombardano l'isola volante di Noodle.

## Cultura di massa
- È presente nel videogioco ArmA III, chiamato "AH-99 Blackfoot" ed è utilizzato dalla NATO, una delle fazioni del gioco.
- Comanche: Maximum Overkill I, II III e IV sviluppati da Novalogic sono una serie di videogiochi 3D dedicati a questo elicottero. In questa serie di videogiochi si osserva un progressivo miglioramento della tecnologia di base che rispecchia l'evoluzione avutasi nei computer dell'epoca, per cui nelle prime versioni, ancor prima dell'avvento delle schede 3D, venivano utilizzati dei voxel per il rendering tridimensionale, il che era un vero miracolo per i suoi tempi, mentre alla fine, nella versione IV si è passati all'uso dei poligoni per poter sfruttare le potenzialità hardware delle schede video 3D che stavano allora iniziando ad imporsi sul mercato come standard.
- È un velivolo nemico ricorrente nei videogiochi della saga di Ace Combat.
- Presente nel videogioco Grand Theft Auto V con il nome di Akula, il quale permette di non essere visti nel radar di gioco, quando in modalità stealth.
- In Battlefield 2042 ne appare un’ipotetica versione modernizzata a doppio rotore contro-rotante, denominata RAH-68 “Huron”
- nella Anime Fmp e visto come veicolo stealth vero sul sottomarino

## Elicotteri comparabili
Giappone
- Kawasaki OH-1

 Cina
- CAIC WZ-10